# Glaoua
 (avril 2025).
Motif : En attendant des sources secondaires centrées.
- Archive Wikiwix
- Bing
- Cairn
- DuckDuckGo
- E. Universalis
- Gallica
- Google
- G. Books
- G. News
- G. Scholar
- Persée
- Qwant
- (zh) Baidu
- (ru) Yandex
- (wd) trouver des œuvres sur Wikidata

| 1. | Préciser le motif de la pose du bandeau. | Précisez le motif de la pose du bandeau en utilisant la syntaxe suivante : {{admissibilité à vérifier\|date=août 2025\|motif=remplacez ce texte par le motif}}              |
| 2. | Informer les utilisateurs concernés.     | Pensez à avertir le créateur de l'article, par exemple, en insérant le code ci-dessous sur sa page de discussion : {{subst:avertissement admissibilité à vérifier\|Glaoua}} |

 (décembre 2010).
Les Glaoua (Igliwa (sing. Aglawu) en berbère) sont une tribu berbère de la région Grand Atlas, elle appartient à l'aire linguistique et culturelle de la langue chleuh (ou tachelhit). Ils habitent le dorsale principale du Haut Atlas de Marrakech, principalement entre Sidi Rahal et Zerekten dans la vallée du Rdat au Nord, Telouet et l’Asif Mellah au Sud. 
Les Glaoua, Goughlaoui, Goughri et Gouchac sont issus d’une même racine tribale berbère, profondément ancrée dans les montagnes du Haut Atlas. Ces groupes partagent des origines communes et une appartenance à la culture amazighe, particulièrement dans l’aire linguistique du tachelhit. Leur implantation historique couvre une vaste région, allant de la vallée du Rdat au nord jusqu'à l’Asif Mellah au sud, en passant par les contreforts montagneux de Telouet et ses environs.